# 2-氨基番木鳖碱
2-氨基番木鳖碱是一种有机化合物，化学式为C21H23N3O2。它可由番木鳖碱经硝酸硝化后再用氯化亚锡还原制得。它和丙酸酐在三乙胺存在下于干燥的二氯甲烷中反应，可以得到2-丙酰氨基番木鳖碱。